# Písečná (Litvínov)
Písečná (deutsch Sandl) ist ein Ortsteil von Litvínov in Tschechien.

## Geographie
Die von Wäldern umgebene Streusiedlung liegt zweieinhalb Kilometer westlich von Horní Litvínov am Südabfall des Erzgebirges. Die Ansiedlung gehört zum Katastralbezirk Šumná u Litvínova. Die Ortslage befindet sich linksseitig des Baches Zálužský potok. Nördlich erhebt sich der Holubí vrch (716 m), im Westen der Lounický kopec (442 m) und nordwestlich der Lounický vrch (535 m). Gegen Nordwesten liegt im Tal der Loupnice die Talsperre Janov.
Nachbarorte sind Sedlo und Horní Ves im Norden, Šumná und Meziboří im Nordosten, Horní Litvínov im Osten, Chudeřín im Südosten, Hamr im Süden, Janov im Südwesten, Křížatky im Westen sowie Lounice und Rašov im Nordwesten.

## Geschichte
Die zur Gräflich Waldsteinischen Herrschaft Oberleutensdorf gehörige Siedlung Sandl wurde 1654 in der berní rula erstmals schriftlich erwähnt. 1680 erhob Johann Friedrich von Waldstein die Herrschaften Dux und Oberleutensdorf zum Familienfideikommiss. Sandl bestand im Jahre 1715 aus fünf Anwesen. Bei der Einführung der Hausnummerierung im Jahre 1787 wurden in dem Gebirgsdorf neun Häuser gezählt.
Im Jahre 1831 bestand Sandel aus 10 Häusern mit 55 deutschsprachigen Einwohnern. Im Ort gab es ein obrigkeitliches Waldaufseherhaus. Pfarrort war Ober-Leitensdorf. Bis zur Mitte des 19. Jahrhunderts blieb Sandel der Fideikommissherrschaft Dux untertänig.
Nach der Aufhebung der Patrimonialherrschaften bildete Sandl ab 1850 einen Ortsteil der Gemeinde Oberleutensdorf im Leitmeritzer Kreis und Gerichtsbezirk Brüx. Ab 1868 gehörte das Dorf zum Bezirk Brüx. Der industrielle Aufschwung und die damit einhergehende Bevölkerungsexplosion im benachbarten Nordböhmischen Becken zum Ausgang des 19. Jahrhunderts berührten Sandl nicht; wegen der Abgeschiedenheit war die Einwohnerzahl sogar rückläufig. Die Bewohner lebten von der Holzfällerei und betrieben etwas Landwirtschaft, insbesondere Wiesenwirtschaft und Obstbau. Seit 1905 gehörte das Dorf zum neugebildeten Gerichtsbezirk Oberleutensdorf. Zwischen 1910 und 1914 entstand nordwestlich im Tal des Hammerbaches die Talsperre der Stadt Brüx. Ab 1913 gehörte Oberdorf als Ortsteil zur Gemeinde Rauschengrund. In Folge des Münchner Abkommens wurde das Dorf 1938 dem Deutschen Reich zugeschlagen und gehörte bis 1945 zum Landkreis Brüx. Nach dem Ende des Zweiten Weltkrieges kam Sandl zur Tschechoslowakei zurück und die deutschböhmische Bevölkerung wurde vertrieben. Im Jahre 1947 wurde das Dorf in Písečná umbenannt. Zusammen mit Šumná wurde Písečná im selben Jahre nach Horní Litvínov eingemeindet. Seit der zweiten Hälfte der 1990er Jahre wurden an den Hängen zwischen Písečná, Chudeřín und Hamr Einfamilienhäuser errichtet, dadurch wurde Písečná mit dem Ballungsraum Litvínov verbunden.

## Entwicklung der Einwohnerzahl
| Jahr | Einwohnerzahl |
| ---- | ------------- |
| 1869 | 75            |
| 1880 | 84            |
| 1890 | 74            |
| 1900 | 80            |
| 1910 | 66            |

| Jahr | Einwohnerzahl |
| ---- | ------------- |
| 1921 | 63            |
| 1930 | 54            |
| 1950 | 48            |
| 1961 | 45            |
| 1970 | 34            |

| Jahr | Einwohnerzahl |
| ---- | ------------- |
| 1980 | 15            |
| 1991 | 8             |
| 2001 | 20            |
| 2011 | 16            |

## Sehenswürdigkeiten
Von Písečná bietet sich ein weiter Blick über das Nordböhmische Becken.